# Бёльке, Эрих
Эрих Густав Герман Бёльке (нем. Erich Gustav Hermann Böhlke; 9 сентября 1895 года, Штеттин — 19 апреля 1979 года, Дельменхорст) — немецкий дирижёр и композитор.

## Биография
С юных лет увлекался музыкой, в 1909 году дебютировал как дирижёр мужского хора, однако готовился к карьере учителя, получая педагогическое образование в Массове и Пёлице. В годы Первой мировой войны служил на фронте, затем сдал учительский экзамен, с 1917 года работал учителем в пригородах Штеттина.
В 1919 году поступил в Берлинскую высшую школу музыки. Учился у Франца Шрекера (композиция), Пауля Юона (контрапункт), Рудольфа Крассельта (дирижирование), изучал также музыковедение в Берлинском университете у Макса Фридлендера. Окончив курс в 1924 году, возглавлял городской оркестр в Рудольштадте. С 1926 года в Кобленце, руководил городским оркестром и Институтом музыки. С 1929 года — главный дирижёр Висбаденской оперы.
В 1934—1946 годах — генеральмузикдиректор Магдебурга, предпринял ряд масштабных проектов — в том числе за первые два года работы в городе представил в нём все оперы Рихарда Вагнера. Охотно включал в программы своих концертов музыку современных немецких композиторов — Рихарда Штрауса, Ханса Пфицнера, Эрманно Вольфа-Феррари и др. Выступал с такими солистами, как Вильгельм Бакхаус, Вальтер Гизекинг, Георг Куленкампф, Элли Ней. 22 июля 1945 года дирижировал первым в городе послевоенным концертом.
В 1947—1950 годах — генеральмузикдиректор Ольденбурга. Преподавал в Германии и других странах, в том числе в Токийском университете искусств.
Композицией занимался преимущественно в молодости и в 1950-70-е годы Написал Ирландский концерт для фортепиано с оркестром (1975, премьера в Дублине), Партиту для струнного оркестра (1963, премьера в Токио), ряд камерных сочинений, около сотни песен.